# Лауренцана
Лауренцана (итал. Laurenzana) је насеље у Италији у округу Потенца, региону Базиликата.
Према процени из 2011. у насељу је живело 1865 становника. Насеље се налази на надморској висини од 785 м.

## Становништво
Према резултатима пописа становништва 2011. у општини је живело 1.944 становника.
| 1951. | 1961. | 1971. | 1981. | 1991. | 2001. | 2011. |
| ----- | ----- | ----- | ----- | ----- | ----- | ----- |
| 4.769 | 4.300 | 3.369 | 3.060 | 2.640 | 2.250 | 1.944 |